# Palazzo Uguccioni
A Palazzo Uguccioni egy firenzei palota a Piazza della Signoria téren.

## Története
A 16. század közepén épült késői reneszánsz stílusban Giovanni Uguccioni nagyherceg számára. Tervezője bizonytalan. Hol Michelangelónak, hol Antonio da Sangallónak, hol Raffaellónak tulajdonítják.

## Leírása
A palota első és második emeleti homlokzatát jón és korinthoszi féloszlopok tagolják három részre. Az ablakokat félköríves illetve háromszögletű timpanonok díszítik. A kapu felett Cosimo nagyherceg mellszobra áll.